# Pherne mellitularia
Pherne mellitularia là một loài bướm đêm trong họ Geometridae.